# Кузьменець-Великий
Кузьменець-Великий (пол. Kuszmieniec wielki) — гірський потік в Україні, у Богородчанському районі Івано-Франківської області. Лівий доплив Бистриці Солотвинської (басейн Дністра).

## Опис
Довжина потоку приблизно 7,94 км, найкоротша відстань між витоком і гирлом — 7,25 км, коефіцієнт звивистості потоку — 1,1. Висота витоку 1608 м, висота гирла 700 м, падіння річки 900 м, похил річки 113,35 м/км. Формується багатьма гірськими безіменними потоками. Потік тече у масиві Ґорґани.

## Розташування
Бере початок на північно-східних схилах гори Ігровець (1804 м) на висоті 1608 м над р. м. Спочатку тече переважно на північний схід між горами Плаєкова Клива (1076 м) та Тарничкова Клива (1070 м), далі повертає на південний схід і на висоті 700 м над р. м. на південно-західній стороні від села Стара Гута впадає у річку Бистрицю Солотвинську, ліву притоку Бистриці.

## Цікавий факт
- Понад потоком пролягає туристичний шлях від села Стара Гута до Полонини Середньої.[2]